# Kaptein (bromfiets)

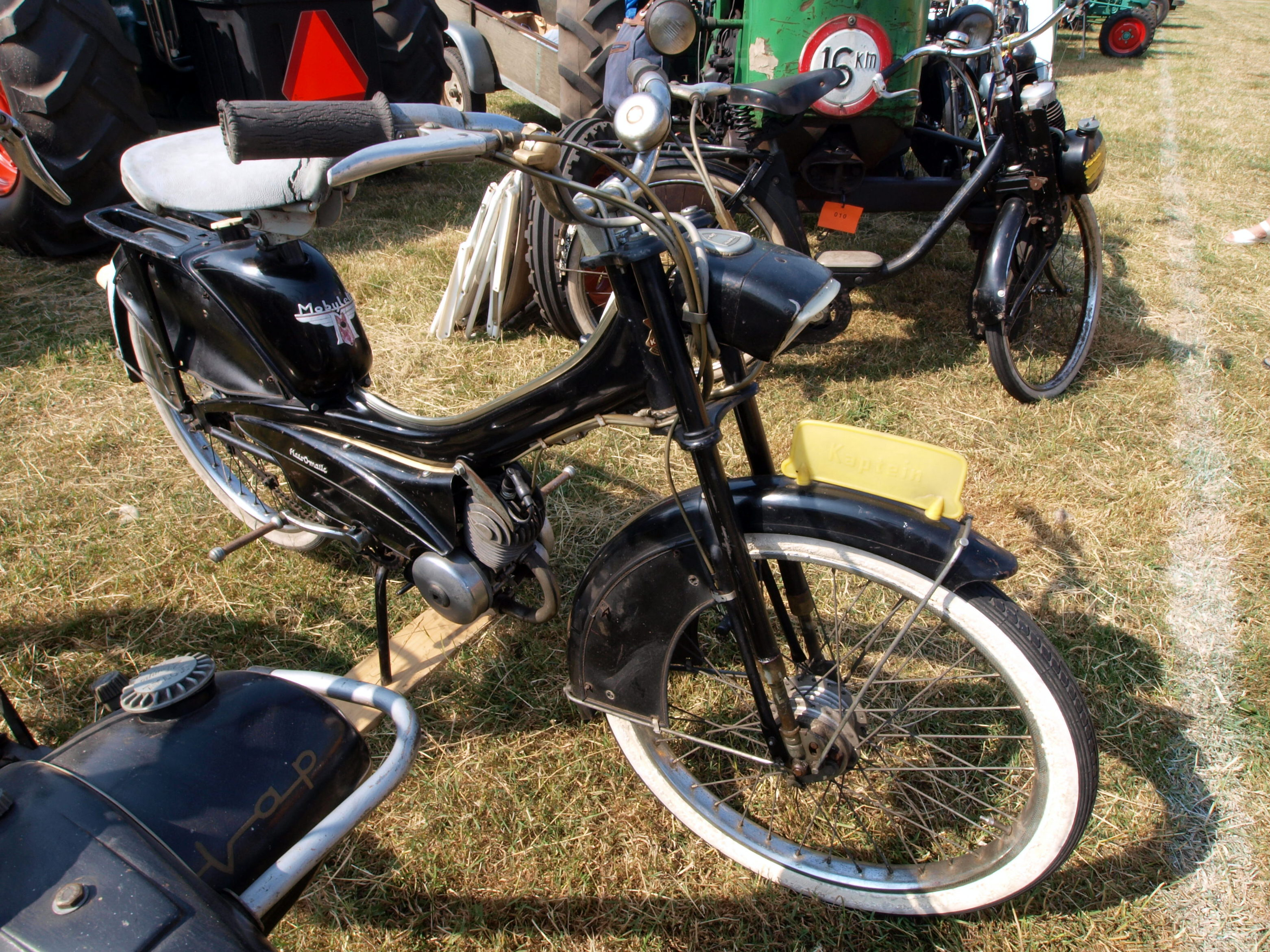
Een Kaptein Mobylette

Kaptein is een historisch merk van motorfietsen en bromfietsen.
A.M.I. Willem Kaptein, Arnhem, later Rijwiel- en Motorindustrie Unikap N.V., Den Hulst (1949-1973). 
Nederlands merk dat werd opgericht door Willem Kaptein. Deze was voor de Tweede Wereldoorlog importeur van verschillende merken, waaronder vanaf 1938 ook Motobécane. Na de oorlog bleek de productie van motoren in verband met de hoge invoerrechten goedkoper dan importeren. Aanvankelijk leverde Motobécane nog motorblokken en andere onderdelen, maar al snel ging Kaptein alles zelf maken. 
De eerste machines waren 125- zij- en een 175 cc kopklepper. Deze laatste was erg slecht en de hoge investeringen voor de verbetering deden Kaptein besluiten in 1951 de motorproductie te staken. Al eerder drong Kaptein sterk aan op de verzwaring van het frame van de Motobécane Poney, waardoor uiteindelijk de zeer succesvolle Mobylette bromfiets ontstond, een Motobécane-product dat ook in Spanje, Iran, Zaïre en Marokko in licentie gebouwd zou worden. Deze was al in 1950 in Nederland geïntroduceerd en het succes hier was zo groot dat Kaptein een grotere fabriek moest betrekken. Vanaf 1965 werd het toch weer voordeliger de Mobylette bromfietsen te importeren en alle modellen werden vanaf dat moment - hoewel onder de naam Kaptein - bij Motobécane te Pantin, Frankrijk gemaakt. 
In 1965 ontstond door samenwerking met de Rijwiel- en bromfietsfabriek Union de Rijwiel- en Motorindustrie Unikap N.V. De samenwerking werd in 1973 weer ontbonden, hoewel Union de naam Unikap tot 1984 bleef voeren. Voor de Mobylette bromfietsen en Motobécane fietsen werd een andere importeur gevonden. De Mobylette werd nog tot medio 1979 verkocht via het Motobécane/Mobylette dealer netwerk. De naam Kaptein werd in 1996 verkocht aan de Makro die onder deze naam Union-fietsen leverde.

## Prijsvraag
Willem Kaptein schreef een prijsvraag uit om een goede naam te bedenken voor zijn bedrijf. De winnaar kreeg een motorfiets. Er kwamen 1400 brieven binnen, met in totaal ca. 20.000 namen, veelal dezelfde (vooral variaties op Willem Kaptein waren populair, zoals Wika, Wilka of W.K.). Uiteindelijk won de naam "Kaptein"